# قاضية محكمة الأحداث
قاضية محكمة الأحداث (بالكورية: 소년 심판) هو مسلسل كوري جنوبي من بطولة كيم هي-سو، كيم مو يول ولي سونغ مين، صدر على منصة نتفليكس في 25 فبراير 2022.

## طاقم
- كيم هي-سو في دور شيم اون سيوك.[5]
- كيم مو ايول في دور تشا تاي جو.
- لي سونغ مين في دور كانغ وون جونغ.[6]

## الإنتاج

### صناعة
في نوفمبر 2020، أكدت نتفليكس إنتاج سلسلة أصلية «قاضية محكمة الأحداث». تم التأكيد أيضًا على أن هونغ جونغ تشان سيخرج المسلسل مع كيم هي-سو بدور شيم ايون سوك، وهي قاضية تم تعيينها حديثًا، ستصور الدراما الحياة اليومية للقضاة والمحاكم والقضايا الاجتماعية.

### طاقم
في ديسمبر 2020، تم تأكيد اختيار كيم مو يول ولي سونغ مين للادوار الرئيسية بجانب كيم هيي سوو.

## روابط خارجية
- قاضية محكمة الأحداث على موقع IMDb (الإنجليزية)
- قاضية محكمة الأحداث على موقع روتن توميتوز (الإنجليزية)
- قاضية محكمة الأحداث على موقع نتفليكس (الإنجليزية)
- قاضية محكمة الأحداث على موقع فيلمافينيتي (الإسبانية)
- قاضية محكمة الأحداث على موقع كينوبويسك (الروسية)
- قاضية محكمة الأحداث على موقع قاعدة بيانات الفيلم (الإنجليزية)